# Allez
 (mars 2018).
Si vous disposez d'ouvrages ou d'articles de référence ou si vous connaissez des sites web de qualité traitant du thème abordé ici, merci de compléter l'article en donnant les références utiles à sa vérifiabilité et en les liant à la section « Notes et références ».
Albums de Kaolin
De retour dans nos criques
(2004)
Allez est le premier album de Kaolin. Enregistré en décembre 2001 au Parkgate studio à Battlefield et janvier 2002 au Gam studio à Waimes, mixé au Moles studio à Bath en février 2002 et masterisé au Translab à Paris, l'album a été réalisé par Les Valentins et Kaolin.

## Liste des titres
| No  | Titre                                      | Durée |
| --- | ------------------------------------------ | ----- |
| 1.  | Histoire de dire                           |       |
| 2.  | Pour le peu                                |       |
| 3.  | Laisse                                     |       |
| 4.  | Que tout se fasse                          |       |
| 5.  | Quand Laeticia c... ! (titre instrumental) |       |
| 6.  | Le haut est essentiel                      |       |
| 7.  | Oublier encore                             |       |
| 8.  | Sous ce pli                                |       |
| 9.  | Quelques mots                              |       |
| 10. | Calme                                      |       |
| 11. | Les Nageuses (titre instrumental)          |       |